# 100 mm Type 98
Il cannone navale Type 98 da 10 cm/65 (六五口径九八式一〇糎高角砲?) o cannone 10 cm lungo ad alta elevazione (長10センチ高角砲?) era un cannone navale antiaereo in calibro 100 mm e canna lunga 65 calibri, impiegato dalla Marina imperiale giapponese durante la seconda guerra mondiale. Il nome era dovuto all'anno di adozione da parte della Marina imperiale, anno imperiale 2598, corrispondente al 1938 del calendario gregoriano.

## Storia
Il cannone fu progettato nel 1938 ed entrò in servizio a partire dal 1942. Fu installato sulla portaerei Taiho, sull'incrociatore leggero Oyodo e sui cacciatorpediniere classe Akizuki. Dal 1945 la produzione venne dirottata alle installazioni terrestri, poiché la difesa del territorio metropolitano era divenuta prioritari. Tra il 1940 ed il 1944 furono realizzati in totale 169 pezzi, dei quali 68 utilizzati in impianti terrestri.
L'arma doveva rimpiazzare il 120 mm Type 10 ed era considerata dai giapponesi il loro miglior cannone antiaereo. Il primo impianto binato catturato dagli Alleati fu preso ad Iwo Jima. Dopo la resa del Giappone, il cannone rimase in servizio su due cacciatorpediniere classe Akizuki ceduti come riparazione di guerra all'Unione Sovietica ed alla Cina, radiati poi negli anni sessanta.

## Tecnica
Il 10 cm/65 Type 98 montava un otturatore a cuneo orizzontale. La canna venne realizzata in due versioni: la Type I era del tipo ad espansione radiale con anima sostituibile a freddo, mentre la Type I2 era un monoblocco. Entrambe le versioni avevano anelli di cerchiaggio alla culatta. Un calcatoio semiautomatico a molla, messa in tensione dal movimento di rinculo della bocca da fuoco, consentiva il caricamento ad ogni angolo di elevazione, elemento importante per un'arma antiaerea; un sistema a paranco rimovibile consentiva di mettere in tensione il calcatoio per il primo colpo; in caso di mancata partenza del colpo, il colpo successivo doveva essere calcato a mano, a meno che non vi fosse il tempo di piazzare il paranco. Le munizioni venivano inserite manualmente nella macchina graduatrice delle spolette prima di essere caricate sulle cucchiaie. L'arma operava ad un'alta velocità alla volata, che però causava una rapida usura della canna, la cui vita non superava i 350-400 colpi a piena carica.

### Impianti
Il Type 98 era usato su torri binate Modello A, con i cannoni ad una distanza tra gli assi di 66 cm. La movimentazione delle torri era elettroidraulica; l'energia era fornita da un motore elettrico da 15 hp operante a 220 volt e 600 rpm; in caso di emergenza tuttavia la torre poteva essere manovrata manualmente. Ad ogni torre erano addetti circa 11 uomini.
Sugli Akizuki il peso totale di torre e cannoni era di 34.500 kg. Su queste navi il brandeggio era di 300°; la velocità di brandeggio era di 12-16° al secondo e quella di elevazione di 16° al secondo. Due paranchi rifornivano la camera di manovra della torre, dove le munizioni venivano posizionate manualmente sui paranchi, uno per cannone, che spingevano la granata automaticamente nella torretta, dove rotolavano automaticamente in posizione d'attesa nella postazione dei porgitori; questi prelevavano poi la munizione e la passavano ai due caricatori sulla piattaforma del cannone. Le macchine graduatrici delle spolette erano fissate alla culatta.
Sulla Taihō, sull'incrociatore Ōyodo e sulle previste (ma non realizzate) classe A-150 e classe B-64 il brandeggio era limitato a circa 70° a destra e 70° a sinistra. Sullo Ōyodo le munizioni venivano sollevate tramite quattro verricelli dal deposito munizione ad una camera di lavorazione a poppavia della torre Nº 2 da 155 mm Type 3; ogni verricello poteva sollevare 20-22 granate al minuto. Queste venivano trasferite manualmente presso le torri Type 98, a 22 e 41 m a poppavia, in appositi armadi per lo stoccaggio delle munizioni di pronto utilizzo, che consentivano un'alta cadenza di tiro per un certo periodo di tempo. La regolazione delle spolette su questa classi di navi avveniva da una macchina separata dal cannone.

## Munizionamento
Il cannone utilizzava una munizione fissa, con bossolo in ottone e granata HE. Fu sviluppata solo una versione con spoletta anteriore. La gittata massima era di 19.500 m, mentre a 90° di elevazione la quota massima era di 13.000 m; quelle effettive contro bersagli volanti si riducevano tuttavia rispettivamente a 14.000 e 11.000 m.